# Kvetoslavov
Kvetoslavov (maďarsky Úszor, německy Austern) je obec na Slovensku v okrese Dunajská Streda. Obec leží mezi Šamorínem a Hviezdoslavovem, 15 km východojižně od Bratislavy, v Podunajské nížině v západní části Žitného ostrova, poblíž rychlostní silnice R7. V obci je stanice na železniční trati Bratislava–Komárno.

## Historie
Na území obce stávalo římsko-barbarské sídliště. První písemná zmínka o obci pochází z roku 1230. V roce 1869 měla obec 182 obyvatel. V letech 1938–1945 byla obec připojena k Maďarsku. Po osvobození byli do obce přesídleni Slováci z Maďarska.

### Vývoj názvu obce
- 1230 – Vzor
- 1282 – Vzur
- 1290 – Wozor
- 1294 – Zor
- 1808 – Uszor
- 1927 – Úzor
- 1948 – Kvetoslavov (maďarsky Úszor)

## Externí odkazy

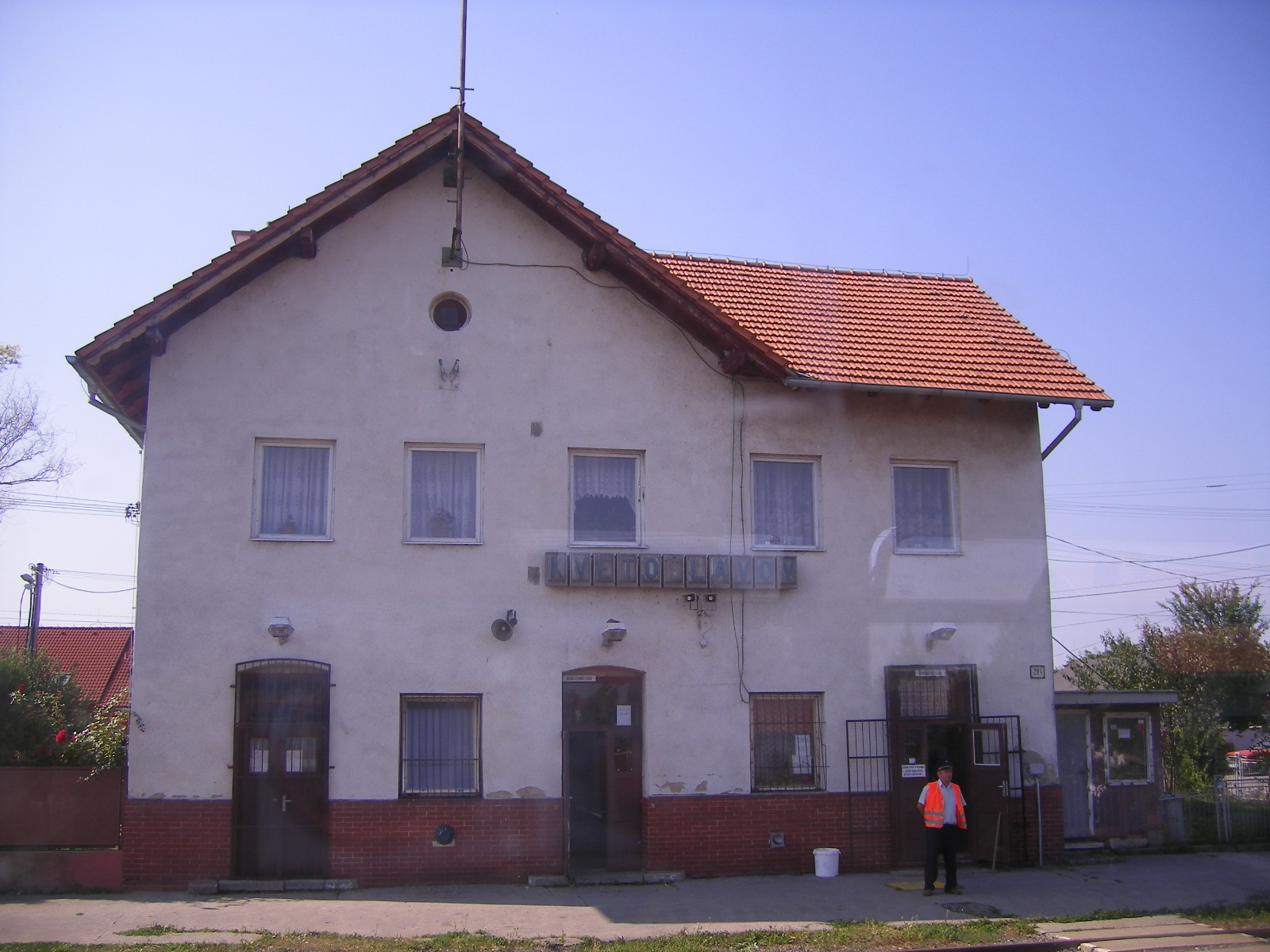
Železniční stanice Kvetoslavov